# Isaác Brizuela
Isaác Brizuela Muñoz (Lagos de Moreno, 28 augustus 1990) is een Mexicaans voetballer die doorgaans speelt als aanvaller. In januari 2015 verruilde hij Deportivo Toluca voor Chivas Guadalajara. Brizuela maakte in 2013 zijn debuut in het Mexicaans voetbalelftal .

## Clubcarrière
Brizuela begon zijn carrière in 2009 bij Deportivo Toluca. Hij debuteerde voor die club op 26 juli 2009, toen met 4–3 werd gewonnen van Chivas Guadalajara. Zijn eerste doelpunt volgde op 6 december, tijdens een 1–1 gelijkspel tegen Monterrey. In 2013 werd Brizuela een halfjaar verhuurd aan Atlas Guadalajara, waarvoor hij achttien duels speelde. Hij maakte in januari 2015 de overstap naar Chivas Guadalajara. In januari 2019 verlengde Brizuela zijn contract tot eind 2022. In november 2022 werd zijn verbintenis opengebroken en met een jaar verlengd.

## Clubstatistieken
| Seizoen | Club                | Competitie | Competitie | Competitie | Beker | Beker | Internationaal | Internationaal | Totaal | Totaal |
| Seizoen | Club                | Competitie | Wed.       | Dlp.       | Wed.  | Dlp.  | Wed.           | Dlp.           | Wed.   | Dlp.   |
| ------- | ------------------- | ---------- | ---------- | ---------- | ----- | ----- | -------------- | -------------- | ------ | ------ |
| 2009/10 | Deportivo Toluca    | Liga MX    | 24         | 1          | 5     | 1     | 8              | 2              | 37     | 4      |
| 2010/11 | Deportivo Toluca    | Liga MX    | 26         | 1          | 0     | 0     | 6              | 0              | 32     | 1      |
| 2011/12 | Deportivo Toluca    | Liga MX    | 30         | 2          | 0     | 0     | —              | —              | 30     | 2      |
| 2012/13 | Deportivo Toluca    | Liga MX    | 15         | 0          | 3     | 0     | —              | —              | 18     | 0      |
| 2012/13 | → Atlas Guadalajara | Liga MX    | 18         | 2          | 2     | 0     | —              | —              | 21     | 2      |
| 2013/14 | Deportivo Toluca    | Liga MX    | 35         | 7          | 6     | 1     | 6              | 1              | 47     | 9      |
| 2014/15 | Deportivo Toluca    | Liga MX    | 20         | 2          | 6     | 0     | —              | —              | 26     | 2      |
| 2014/15 | Chivas Guadalajara  | Liga MX    | 16         | 0          | 0     | 0     | —              | —              | 16     | 0      |
| 2015/16 | Chivas Guadalajara  | Liga MX    | 31         | 4          | 10    | 2     | —              | —              | 41     | 6      |
| 2016/17 | Chivas Guadalajara  | Liga MX    | 28         | 4          | 12    | 1     | 0              | 0              | 40     | 5      |
| 2017/18 | Chivas Guadalajara  | Liga MX    | 27         | 1          | 6     | 0     | 7              | 1              | 40     | 2      |
| 2018/19 | Chivas Guadalajara  | Liga MX    | 33         | 4          | 2     | 0     | 2              | 0              | 37     | 4      |
| 2019/20 | Chivas Guadalajara  | Liga MX    | 28         | 1          | 1     | 0     | —              | —              | 29     | 1      |
| 2020/21 | Chivas Guadalajara  | Liga MX    | 38         | 3          | 0     | 0     | —              | —              | 38     | 3      |
| 2021/22 | Chivas Guadalajara  | Liga MX    | 30         | 3          | 0     | 0     | —              | —              | 30     | 3      |
| 2022/23 | Chivas Guadalajara  | Liga MX    | 27         | 1          | 0     | 0     | —              | —              | 27     | 1      |
| 2023/24 | Chivas Guadalajara  | Liga MX    | 22         | 0          | 0     | 0     | 5              | 0              | 27     | 0      |
| 2024/25 | Chivas Guadalajara  | Liga MX    | 8          | 0          | 0     | 0     | 3              | 0              | 11     | 0      |
| Totaal  | Totaal              | Totaal     | 456        | 36         | 44    | 3     | 37             | 4              | 537    | 43     |

Bijgewerkt op 17 april 2025.

## Interlandcarrière
Brizuela maakte zijn debuut in het Mexicaans voetbalelftal op 8 juli 2013. Op die dag werd een Gold Cupduel met Panama met 1–2 verloren. Peña mocht van bondscoach José Manuel de la Torre een kwartier voor tijd invallen voor Efrain Velarde. Op 9 mei 2014 werd bekendgemaakt dat Brizuela onderdeel uitmaakt van de Mexicaanse selectie voor het wereldkampioenschap voetbal 2014 in Brazilië. Clubgenoten Miguel Ángel Ponce en Alfredo Talavera (eveneens Mexico) waren ook actief op het toernooi.
| Interlands van Isaác Brizuela voor Mexico | Interlands van Isaác Brizuela voor Mexico | Interlands van Isaác Brizuela voor Mexico | Interlands van Isaác Brizuela voor Mexico | Interlands van Isaác Brizuela voor Mexico | Interlands van Isaác Brizuela voor Mexico |
| №                                         | Datum                                     | Wedstrijd                                 | Uitslag                                   | Competitie                                | Goals                                     |
| Als speler bij Deportivo Toluca           | Als speler bij Deportivo Toluca           | Als speler bij Deportivo Toluca           | Als speler bij Deportivo Toluca           | Als speler bij Deportivo Toluca           | Als speler bij Deportivo Toluca           |
| ----------------------------------------- | ----------------------------------------- | ----------------------------------------- | ----------------------------------------- | ----------------------------------------- | ----------------------------------------- |
| 1                                         | 8 juli 2013                               | Mexico – Panama                           | 1 – 2                                     | Gold Cup 2013                             |                                           |
| 2                                         | 25 juli 2013                              | Panama – Mexico                           | 2 – 1                                     | Gold Cup 2013                             |                                           |
| 3                                         | 16 oktober 2013                           | Costa Rica – Mexico                       | 2 – 1                                     | WK 2014 kwalificatie                      |                                           |
| 4                                         | 30 januari 2014                           | Mexico – Zuid-Korea                       | 4 – 0                                     | Vriendschappelijk                         |                                           |
| 5                                         | 3 april 2014                              | Verenigde Staten – Mexico                 | 2 – 2                                     | Vriendschappelijk                         |                                           |
| 6                                         | 28 mei 2014                               | Mexico – Israël                           | 3 – 0                                     | Vriendschappelijk                         |                                           |
| 7                                         | 3 juni 2014                               | Mexico – Bosnië en Herzegovina            | 0 – 1                                     | Vriendschappelijk                         |                                           |
| Als speler bij Chivas Guadalajara         |                                           |                                           |                                           |                                           |                                           |
| 8                                         | 8 oktober 2016                            | Nieuw-Zeeland – Mexico                    | 1 – 2                                     | Vriendschappelijk                         |                                           |
| 9                                         | 11 oktober 2016                           | Panama – Mexico                           | 0 – 1                                     | Vriendschappelijk                         |                                           |
| 10                                        | 11 oktober 2018                           | Mexico – Costa Rica                       | 3 – 2                                     | Vriendschappelijk                         |                                           |
| 11                                        | 16 oktober 2018                           | Mexico – Chili                            | 0 – 1                                     | Vriendschappelijk                         |                                           |
| 12                                        | 16 november 2018                          | Argentinië – Mexico                       | 2 – 0                                     | Vriendschappelijk                         |                                           |
| 13                                        | 20 november 2018                          | Argentinië – Mexico                       | 2 – 0                                     | Vriendschappelijk                         |                                           |
| 14                                        | 26 maart 2019                             | Mexico – Paraguay                         | 4 – 2                                     | Vriendschappelijk                         |                                           |

Bijgewerkt op 17 april 2025.

## Erelijst
| Competitie         |                  |                                    |                  |                  |
| Competitie         | Aantal           | Jaren                              |                  |                  |
| Deportivo Toluca   | Deportivo Toluca | Deportivo Toluca                   | Deportivo Toluca | Deportivo Toluca |
| ------------------ | ---------------- | ---------------------------------- | ---------------- | ---------------- |
| Liga MX            | 1                | 2009/10 Clausura                   |                  |                  |
| Chivas Guadalajara |                  |                                    |                  |                  |
| Liga MX            | 1                | 2016/17 Clausura                   |                  |                  |
| Copa MX            | 2                | 2015/16 Apertura, 2016/17 Clausura |                  |                  |
| Supercopa MX       | 1                | 2016                               |                  |                  |
| Champions League   | 1                | 2018                               |                  |                  |